# Albánok
Az albánok vagy szkipetárok (albánul shqiptarë) a Balkán-félsziget délnyugati részén élő, az indoeurópai albán nyelvet beszélő nép. Összefüggő népterületük Albániára, Koszovóra, Montenegró déli, Észak-Macedónia és Görögország északnyugati részére terjed ki. Emellett nagyobb csoportjaik élnek Dél-Olaszországban, Törökországban, Egyiptomban, valamint Romániában is él mintegy tízezer romániai albán, de további albán diaszpórák találhatóak Európában, Észak-Amerikában és Ausztráliában. Számuk mértékadó becslések szerint világszerte megközelítheti a 8 milliót (maguk az albánok 13-15 milliót emlegetnek). Mára elavult, régi magyar elnevezéseik: orbonászok, arnauták, arnótok, szkipetárok. A történeti Magyarország területén élt albán zárvány korabeli elnevezése: kelemencek.

## Eredetük
Az albánok eredetének kérdései mindmáig vita tárgyát képezik a nyelvészek és a történettudósok körében. Egyes feltételezések szerint bölcsőjük nem a mai Albániában keresendő, hanem a Balkán belső, hegyvidéki területein, ahol a románok őseivel szoros közelségben alakult ki az albán etnikum. Más iskolák állítják, hogy az albánság évezredek óta őshonos a Balkán délnyugati peremén, de abban megoszlanak a vélemények, hogy őseiket a dákokban és a trákokban, illetve az illírekben kell-e keresni. Ez utóbbi, az illír–albán kontinuitáselmélet a legismertebb és a legtöbbek által elfogadott, de tudományosan ez sem igazolható maradéktalanul. Az illírek után nem maradt fenn az összehasonlításhoz kellő számú nyelvemlék, a régészeti eredmények sem bizonyítják a két nép tárgyi kultúrájának rokonságát, és egyéb nyelvészeti meggondolások is cáfolni látszanak az illír–albán kontinuitás elméletét (a Jireček-vonal igazolja, hogy az illír görög, míg az albán alapvetően latin hatású kultúra; az illír helynevek többszörös átvétellel kerültek az albánba stb.).

## Történelem
A Balkán-félsziget nyugati területein Kr. e. 1000 körül tűntek fel, majd terjedtek el a sokszor egymással is háborúskodó illír törzsek. A későbbi évszázadokban alapvetően kereskedelmi tevékenységet folytattak, nemritkán kalózkodtak, majd a Kr. e. 4. századtól kialakult Illír Királyság keretein belül éltek. Történetük e szakaszában gyakran viseltek háborút szomszédaikkal, a tengerparton megtelepedő görög kolóniákkal és a makedónokkal, majd a terjeszkedő rómaiakkal. A Római Birodalom az első római–illír háború megnyerésével (i. e. 229–228) elhódította az első illír területeket, Kr. e. 168-ban pedig végérvényesen is bekebelezte országukat, amely Illyricum néven a birodalom egyik tartománya lett. A rómaiak latinizálták a vidék lakóit, katonai táborokat, kolóniákat alakítottak ki Illyricumban, s fejlesztették a tartomány úthálózatát is. Az illírek lakta területeken korán megjelent a kereszténység, s a Római Birodalom kettészakadásával bizánci érdekterület lett, amelyen osztrogót, bolgár és szláv barbár törzsek vonultak keresztül. Az illírekre vonatkozó említések a krónikákban egyre ritkultak, s a 7. századra el is tűntek a barbár törzsek tengerében.
A modern albánokra vonatkozó első említést a 11. századból, Komnénosz Anna feljegyzéseiből ismerjük, aki még Arbanitai néven említi őket. Mint a hegyekbe húzódva, elszigetelten élő, saját társadalmi normáik szerint nemzetségekbe szerveződő népet említik őket. A középkor korai szakaszában Bizánc, Bulgária, a Szerb Fejedelemség, Szicília normann királyai, a Velencei Köztársaság, az Epiruszi Despotátus, a nápolyi Anjouk felváltva hódították meg az albánok lakta területeket, s maguk az albán nemzetségek is gyakran háborúztak egymással. Az Oszmán Birodalom 1385-ben hódította meg részlegesen a területet, majd az Albánia függetlenségét huszonöt éven át (1443–1468) védő Kasztrióta György halála után, 1479-ben végleg és teljes egészében a birodalom része lett. Sok albán ekkor hagyta el hazáját, és menekült Itáliába, Görögországba, Egyiptomba. A török adminisztráció Dél-Albániában képes volt érvényesíteni az akaratát, de a hegyek oltalmába húzódó északi albánok életére nem sok befolyása volt. Emellett az egyre gyengülő birodalomban a helyi pasák mind több hatalmat ragadtak magukhoz, s a 18–19. századra gyakorlatilag Észak-Albániát a Bushati család kormányozta, míg délen Ali Tepeleni pasa volt élet és halál ura.
Az 1870-es évekre, a Porta központi hatalmának gyengülésével párhuzamosan felerősödött az albán függetlenségi mozgalom. A Balkán több nemzete (Görögország, Szerbia, Montenegró) elnyerte már ekkorra önállóságát, s 1878-ban az albánok is megalakították a Prizreni Ligát, de a független Albániát csak 1912-ben kiáltották ki. A függetlenség kivívását segítette a magyar Nopcsa Ferenc báró, akinek királlyá választása is felmerült. 
Az I. világháború során a Monarchia és Olaszország csapatai szállták meg az országot, s csak 1920-ban állhatott fel újra a nemzeti kormány. 1928-ban Amet Zogu I. Zogu néven az Albán Királyság uralkodója lett, akit a II. világháború előestéjén a megszálló olasz csapatok űztek el a trónjáról 1939-ben. 1944-ben az Enver Hoxha vezette kommunista partizánok felszabadították az országot, és kezdetét vette az albánok történelmének egyik legsötétebb, a diktátor 1985-ös haláláig tartó korszaka. Az országnak a sztálinizmushoz mindvégig hű, izolacionista politikája Albániát elszigetelte, és életszínvonalában Európa sereghajtójává züllesztette.
Az 1991-ben bekövetkezett demokratikus fordulat után számos politikai reformot vezettek be az országban, a gazdaságot liberalizálták, de a felsővezetésben tapasztalható korrupció, a gazdasági összefonódások több ízben anarchiához vezettek (például piramisjáték-válság).

## Kultúra

### Nyelv
Az indoeurópai nyelvcsaládon belül külön ágat alkotó, nyelvrokonok nélküli albán nyelv (shqip vagy gjuha shqipe) anyanyelvi beszélőinek száma világszerte 6-7 millió között mozog. Az Albán Köztársaság hivatalos nyelve. Az illír nyelvből való levezetése – az albán etnikumra vonatkozó illír–albán kontinuitáselmélethez hasonlóan – nem bizonyított.
Sok nyelvtani jelensége a balkáni nyelvekéhez hasonló (mediális igelakok nagy száma, a főneveknek neme, száma és esetei vannak stb.). Szókészletére erős hatást gyakoroltak a szomszédos nyelvek, a korai latin, a délszláv, majd a török és a görög.
A nyelvjárások száma rendkívül magas, betudhatóan annak, hogy az albán nemzetségek egymástól évszázadokon keresztül elszigetelten éltek. Körülhatárolható azonban két fő dialektus: a Shkumbin folyótól északra élő gegek, illetve az attól délre élő toszkok nyelvjárása. Geg nyelvemlékek már a 16. századtól rendelkezésünkre állnak, de az irodalmi nyelv és a helyesírás 1945 óta a toszk dialektuson alapul (köszönhetően a toszk kommunista diktátornak, Enver Hoxhának). A toszkot szokás további nagyobb területi variánsokra felosztani: Labëriában a labëriait, az albán lakta görög területeken a çamot és az arvanitikát beszélik. A toszk külön nyelvfejlődési utat bejáró változata a 15. században az oszmán hódítás elől Dél-Itáliába menekült albánok, az arberes nyelve, amely olyannyira eltér az albántól, hogy nincs is kölcsönös érthetőség vele.
Történelmi soron a toszkok görög, a gegek pedig latin betűs ábécét használtak, feltételezhetően a 15. század óta, majd az oszmán hódoltsággal mindkettőnek kialakult arab-török írásos változata is. Az 1909-ben egységesített albán ábécé latin betűs írásmódon alapul.

### Néprajz

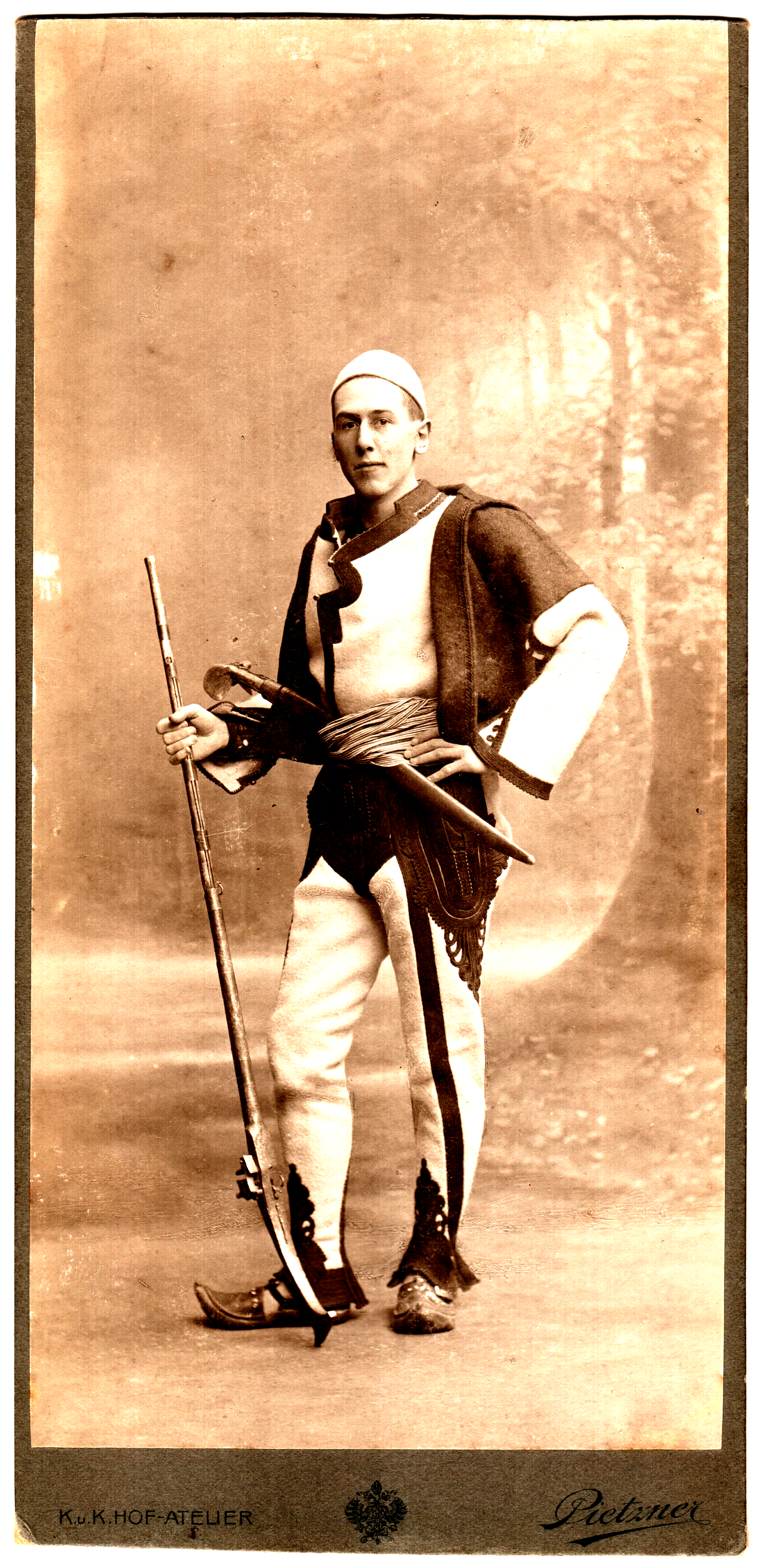
Albán harci öltözet 1913 körül

Az albánok alapvetően két, nyelvében és kultúrájában is elkülönülő csoportra oszthatók: a közép-albániai Shkumbin folyótól északra, Gegëriában a gegek, délre, Toskëriában pedig a toszkok élnek. A két népterület között széles átmeneti zóna húzódik a Durrës–Tirana–Szkopje sávban.
Az albánok hagyományosan törzsekre, ezek pedig vérségi nemzetségekbe oszlanak, illetve oszlottak. Társadalmuk a legutóbbi időig erősen patriarchális jellegű, férfiközpontú volt, és elevenen éltek olyan ősi jogszokások, mint a vérbosszú, a vendégbarátság stb. A hegyvidékek népei hagyományosan transzhumáló állattartással (juh, kecske), esetleg erdőgazdálkodással foglalkoztak, az alföldi népesség városokba tömörülve folytatott földműves- vagy kereskedelmi tevékenységet, emellett messze földön híresek voltak az albán takácsok, fafaragók, ötvösök, fegyverművesek munkái.
Népviseletükre jellemző a férfiak házi szövésű, fekete zsinórozású fehér gyapjúnadrágja (tirq), fehér nemezkalapja és gazdagon díszített mellénye, a nők visszafogott színezésű, gazdagon zsinórozott gyapjúszoknyája és –köpenye. Délen a férfiak öltözetéhez tartozik a fehér vászoncsíkokból összevarrt szoknya (fustanellë). Az albán népköltészet leghangsúlyosabb eleme a népi epika, a mondák, legendák, mesék, epikus énekek, valamint az epikolirikus népballada. Az albán népzene rendkívüli formai és műfaji gazdagságáról ismert, az egyszólamúságtól a polifónián át a pentatóniáig. Sajátos az albán nép hagyományos hangszerkultúrája is.
Lásd még: Albán konyha

### Művészet
A középkorban és az újkorban jelentősnek mondható albán képzőművészet, zene vagy szépirodalom nem alakult ki, jobbára az ortodox egyházhoz kötődő ikon- és falfestészet, szakrális irodalom keretein belül maradt. A 19–20. század fordulóján kibontakozó nemzeti mozgalom hozta magával a magasművészetek albániai térnyerését is.
Az albán szobrászat a 19. század végén született meg és az 1920-as évektől, az első köztéri szobrok megjelenésével bontakozott ki (O. Paskali). Az állampárti szocialista realizmus időszakában százával születtek monumentális szobrok (J. Paço, Sh. Hadëri, M. Dhrami), de a sematizmustól elszakadó művek is (H. Beqiraj, Dh. Gogollari). Napjaink népszerű albán szobrászai P. Vukaj, G. Mulliqi, H. és I. Xhixha. Az albán festészet korai évszázadainak legjelentősebb irányzata a bizánci fal- és ikonfestészet volt (Onufri). A 19. század utolsó negyedében megszülető modern albán festészet első korszakában realisztikus történelmi tablók, portrék és zsánerképek (K. Idromeno, N. Martini, S. Rrota), illetve tájképek készültek (S. Xega, V. Mio), majd az 1930-as évektől megjelent az impresszionizmus (A. Buza, S. Kaceli). Az 1944–1991 közötti kommunista korszakot a párt előírta szocialista realizmus egyeduralma jellemezte, amelyből csak keveseknek sikerült rövid időre kitörni (S. Kamberi). A rendszerváltást, a művészeti szabadság elnyerését követően az albán festészet ismét igazodik a modernista világáramlatokhoz (I. Kodra, A. Grezda).
Az albán zene komolyzenei ága az 1920-as években alakult ki (M. Gjoka), de az első monumentális zenei művek csak a második világháború után jelentek meg (Ç. Zadeja, P. Jakova, T. Harapi). A rendszerváltás után a korábbi évtizedek nyugati áramlatai is elérték Albánia zenei világát (A. Peçi, V. Tole). A populáris könnyűzenét a második világháború előtt a népzenei alapú városi műdalok képviselték. A kommunista korszakban a nyugati típusú könnyűzene nem terjedhetett el, s csak a rendszerváltás óta követi az albán könnyűzene a nemzetközi trendeket (A. Gjebrea, Giovanni & Sebastian).
Az albán irodalom korai, 15–19. századi szakaszát először a katekizmusfordítások és vallásos költemények jellemezték (P. Budi, P. Bogdani), majd a 18. századtól a muzulmán hagyományú bejtedzsi költészet (N. Frakulla). A 19. század második felében, az albán nemzeti tudat ébredésével, a Rilindja mozgalom kibontakozásával jelent meg a romantikus költészet mellett a kiforrott próza (N. Frashëri, N. Mjeda, Asdreni, P. Vasa, A. Z. Çajupi). A nemzeti függetlenség elnyerése (1912) után megjelentek a történelmi, társadalmi és filozófiai témák (Gj. Fishta, Migjeni, F. Postoli). Az 1944 utáni korszak szocialista-realista irodalmának legfőbb feladata a kommunizmus és a párt dicsőítése volt (D. Agolli, F. Arapi, M. Camaj, F. Gjata. E korszak üdítő kivételei voltak I. Kadare történelmi regényei és Q. Buxheli társadalomszatírái. A kortárs albán irodalom kiemelkedő alakjai Kadare mellett F. Kongoli, T. Keko.
A 19. század végén kibontakozó albán színházművészet a kezdetekben amatőr színjátszó körök keretei között folyt, és csak 1944 után nyíltak meg az első kőszínházak. A kommunista érában eleinte a szocialista realista, sematikus darabok színpadra állítása volt jellemző, majd az 1960-as évektől megjelentek a klasszikus színpadi hagyományok is az albán színházakban. Az 1990-es évektől megjelentek a modern kortársi irányzatok, az abszurd dráma és az alternatív előadó-művészet. Az 1905-ben megindult albán filmművészet évtizedekig dokumentum-rövidfilmek és filmhíradók készítésére szorítkozott. 1952-ben indult meg a sematikus, szocialista realista játékfilmek gyártása, s csak az 1970-es évektől jelentek meg az értékes művészfilmek több műfajban is. Az 1980-as évektől a társadalom- és jellemábrázolás is megjelenhetett a játékfilmekben, s fellendült a dokumentumfilm-gyártás. Az 1991-es rendszerváltás utáni filmek az átmenet, vagy a megelőző kommunista korszak társadalmi problémáit elemzik. Jeles albán rendezőegyéniségek Dh. Anagnosti, K. Dhamo és K. Çashku, színészek K. Roshi és S. Pitarka.

### Vallás
A kereszténység korai megjelenésével, majd a bizánci uralommal a középkorra az albán népesség felekezetileg is megoszlott: jellemzően a gegek a római katolikus, míg a toszkok az ortodox felekezethez tartoztak. Az oszmán hódoltsággal a toszkok nagy része szunnita muzulmán lett. A gegek egyes csoportjai csak a 17–18. században tértek muzulmán hitre, de a katolikus zárványok Shkodra környékén, Mirditában továbbra is megmaradtak. A muzulmánok mintegy ötöde az albániai alapítású bektási dervisrendhez tartozik. Az albán társadalom vallási tagoltságának dacára a történelem során ritkán fordultak elő felekezeti villongások, a fanatizmus távol áll tőlük, és minden korban köttettek vegyes házasságok. Nagy számban voltak olyan családok, amelynek tagjai „kettős felekezetűek”: kifelé muzulmánnak mutatták magukat, és csak családi körben, titkon vállalták kereszténységüket. A kommunista államateizmust megelőző utolsó, 1939. évi cenzus szerint a lakosság 70%-a muzulmán volt, 20%-uk az albán ortodox, 10%-uk pedig a római katolikus egyházhoz tartozott. Napjainkra, nem hivatalos becslések szerint, a lakosság jelentős része valóban ateista lett.
A II. világháborúig jelentékeny számú izraelita élt az országban, s az albánok a világháború során mindent meg is tettek megmentésükért: a Jad Vasem adatbázisa szerint a holokausztban összesen 67 albániai zsidó halt meg. A több mint egy évig az országban állomásozó német hatóságok a körülmetéltség tényével kívánták beazonosítani a zsidókat, ám ez a módszer egy muzulmán országban nem vezetett sehova, lévén náluk is hagyomány a körülmetélés. Az albániai zsidók jelentős része Izraelben telepedett le.

## Híres albánok
Az albánok csekély száma és elszigeteltségben íródott történelme dacára sok albán személyiség írta be nevét az emberiség történelmébe és kultúrájába: Európa török elleni védelmezője, Kasztrióta György, a Nobel-díjas biokémikus-farmakológus Ferid Murad, a festő Ibrahim Kodra, a zeneszerző Simon Gjoni, az író Ismail Kadare, egyházi személyiségek, mint XI. Kelemen pápa vagy Teréz anya. Az Oszmán Birodalom több híressége albán származású volt, így Ferhat pasa vagy Mehemet Ali, Egyiptom alkirálya. A magyarországi török háborúkban hírhedtté vált, a Habsburgok oldalán harcoló hadvezér, Giorgio Basta is albán eredetű volt. Albán származású, illetve albán gyökerekkel rendelkezik a neves színész testvérpár John Belushi és James Belushi, valamint Robert De Niro. Apai részről albán származású Anna Oxa, Olaszországban ismert énekesnő. És a világszerte ismert énekesnő, Dua Lipa.

## Albánok kisebbségben

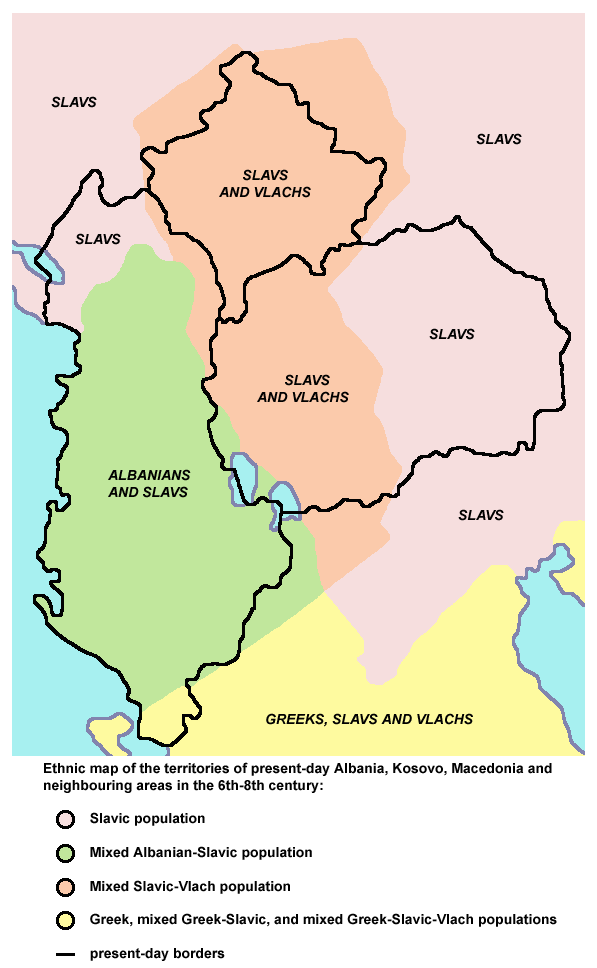
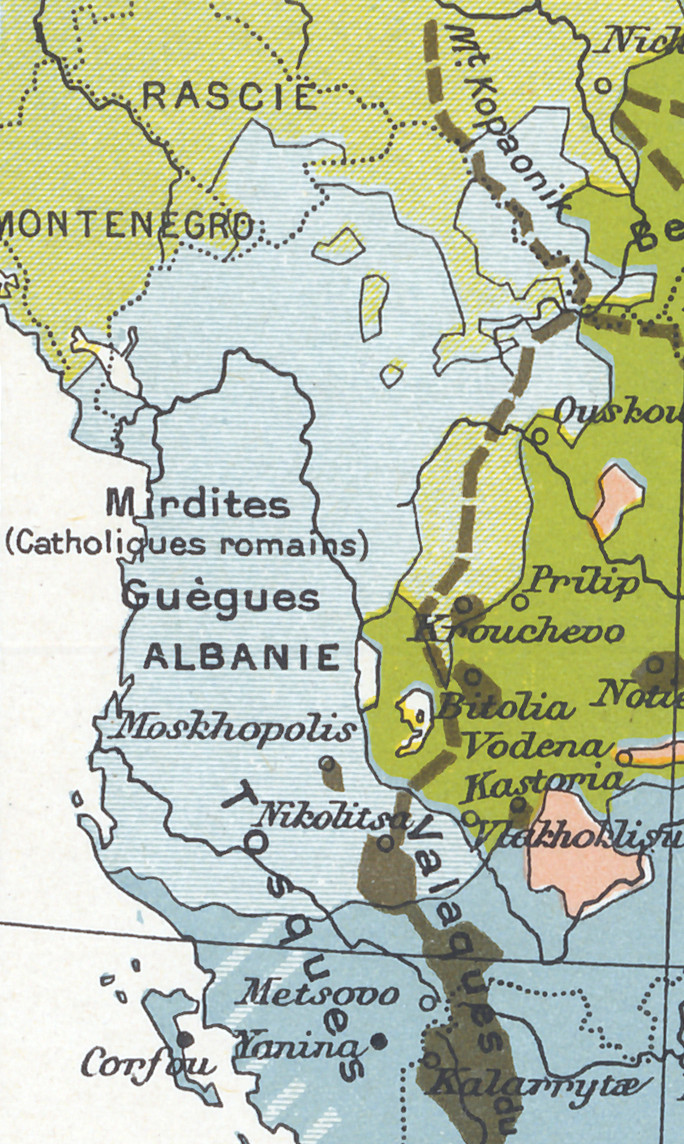
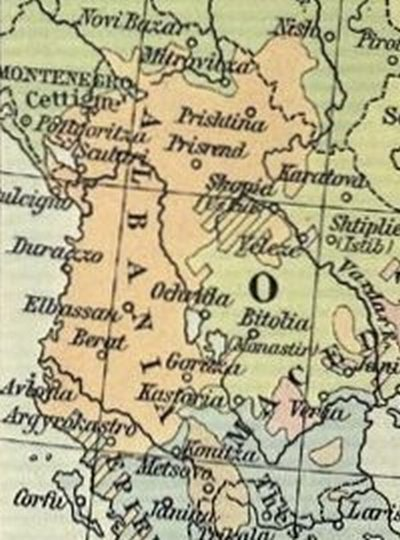
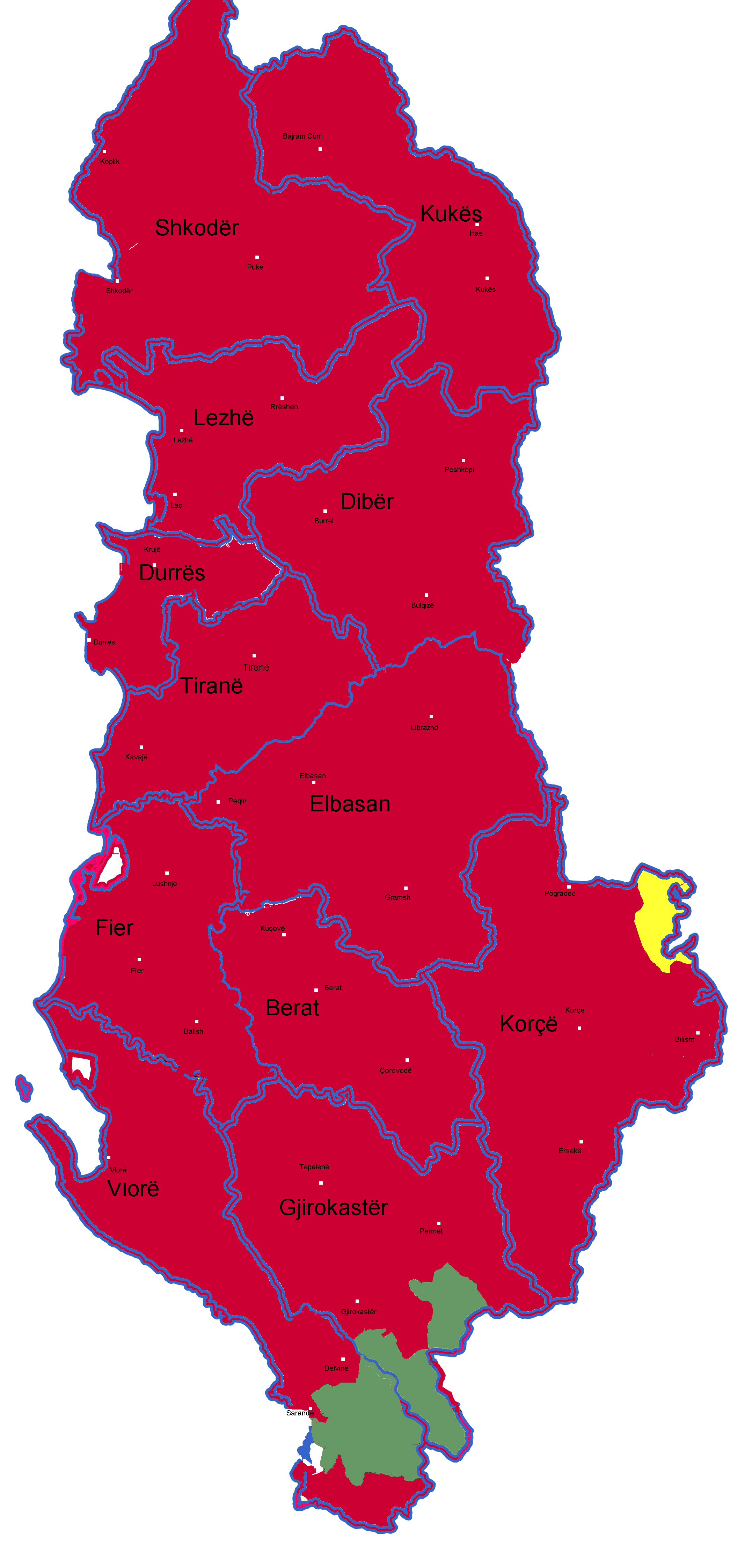
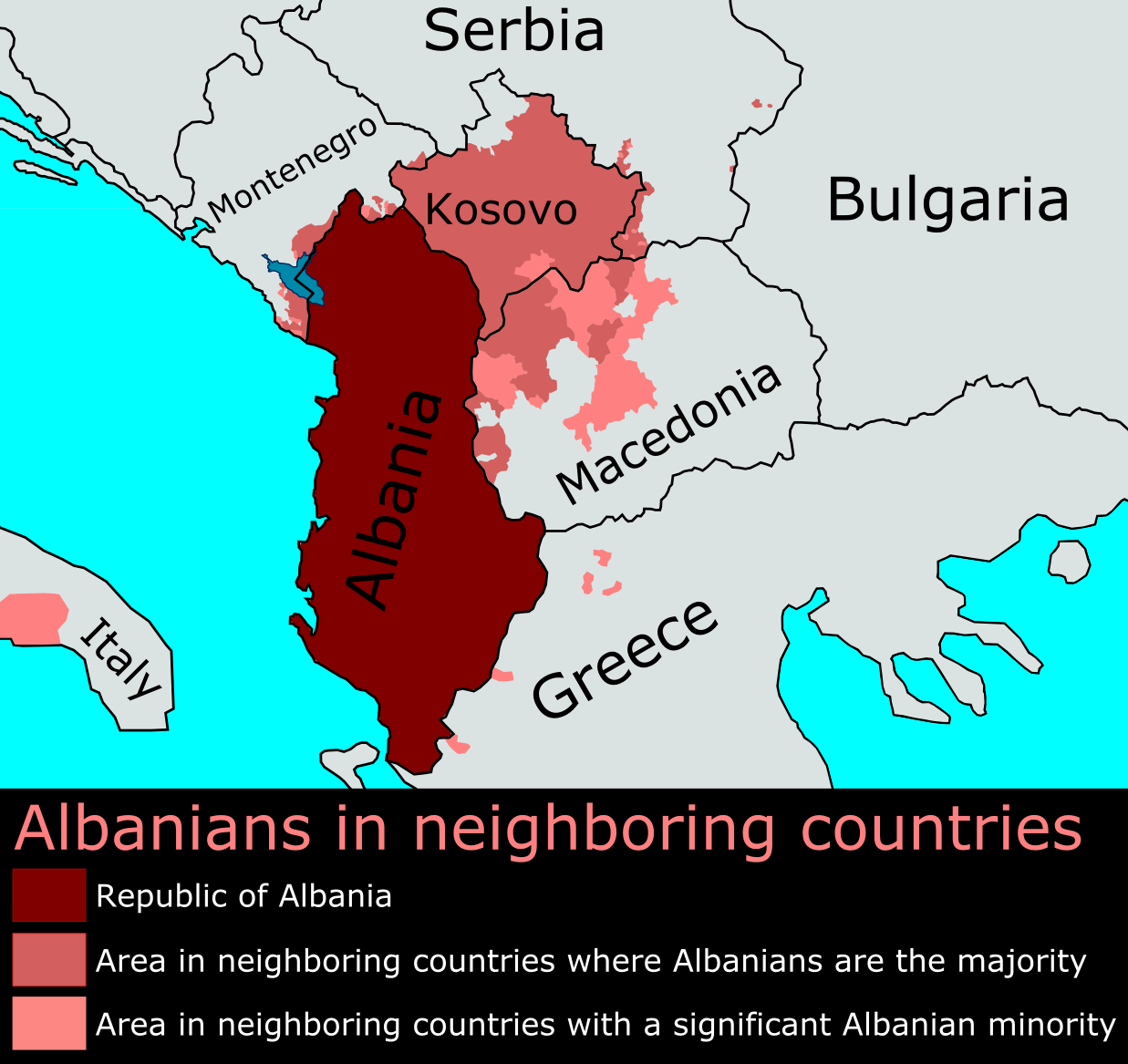
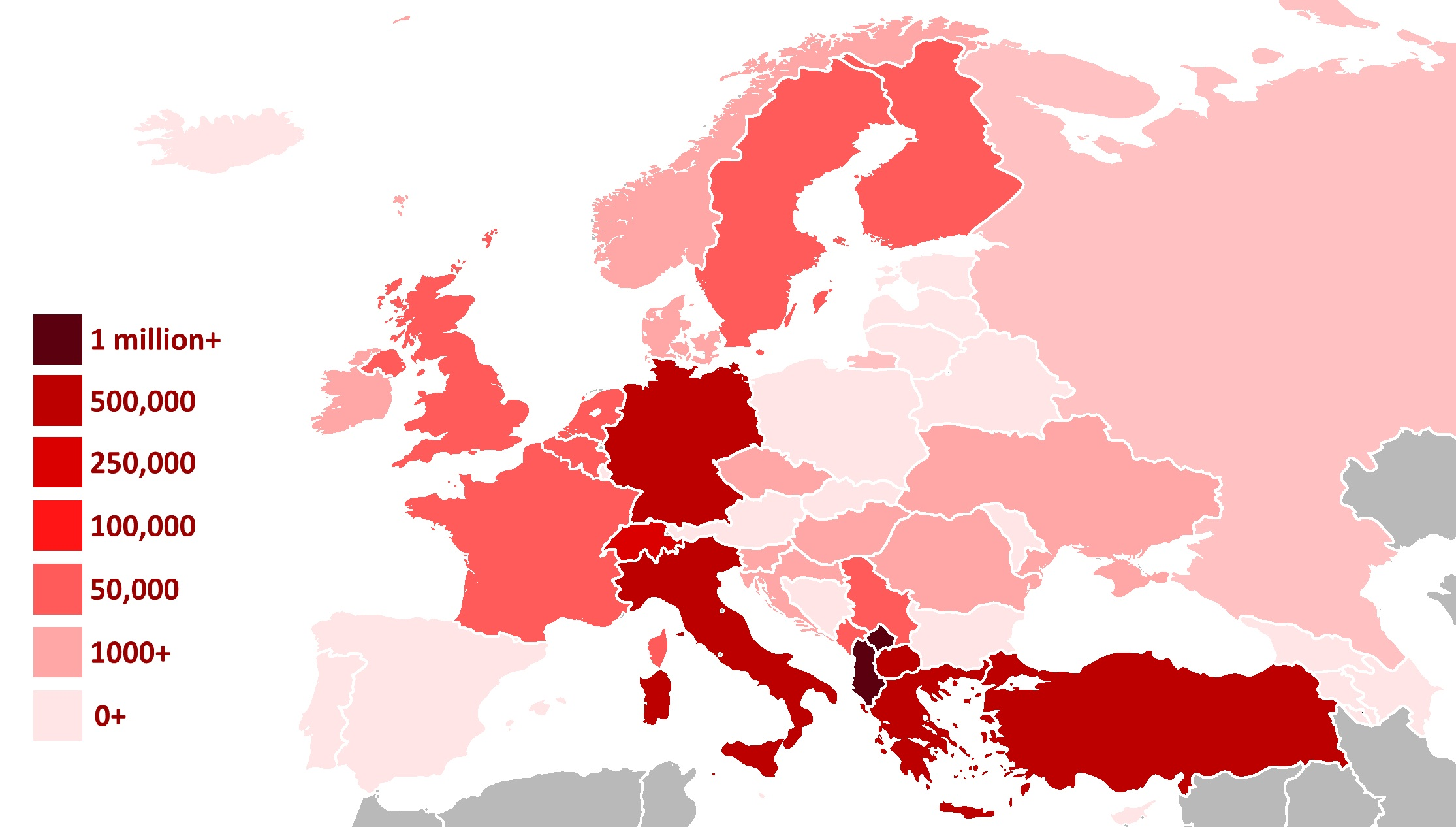

## Fordítás
Ez a szócikk részben vagy egészben  az   Albanians című angol Wikipédia-szócikk fordításán alapul.  Az eredeti cikk szerkesztőit annak laptörténete sorolja fel. Ez a jelzés csupán a megfogalmazás eredetét és a szerzői jogokat jelzi, nem szolgál a cikkben szereplő információk forrásmegjelöléseként.